# 独山玉
独玉，又名独山玉，是中国四大名玉之一。因产于河南省南阳市的独山而得名。独山玉色泽鲜艳，质地细腻，透明度和光泽好，硬度高。独玉的色彩丰富、分布不均、浓淡相间，同一块玉石中常因不同的矿物组合而出现多种颜色并存的现象，是独玉的主要特色。独玉目前不足30万吨，日益稀贵。

## 著名独玉
- 九龙晷，1999年澳门回归，河南省政府赠送给澳门特区政府。